# Озераны (Рогачёвский район)
Озераны (бел. Азяраны) — агрогородок, центр Озеранского сельсовета Рогачёвского района Гомельской области Белоруссии.

## География

### Расположение
В 34 км на северо-запад от районного центра и железнодорожной станции Рогачёв (на линии Могилёв — Жлобин), 155 км от Гомеля. Поблизости расположено месторождение суглинков.

### Гидрография
На реках Друть (приток реки Днепр) и Зазерье (приток реки Друть). Между населёнными пунктами Великая Крушиновка и Озераны расположено озеро Крушиновское.

## Транспортная сеть
Транспортные связи по просёлочной, затем автомобильной дороге Бобруйск — Рогачёв. Планировка состоит из длинной, чуть изогнутой меридиональной улицы (вдоль реки), пересекаемой 2 короткими прямолинейными улицами. Застройка двусторонняя, деревянная, усадебного типа.

## История
Обнаруженные археологами городища VIII века до н. э. — II века н. э. (на северной окраине), курганный могильник XI—волосатых  веков (56 насыпей в 1 км на запад от деревни) и курганный могильник (39 насыпей, в 1,5 км на юг от деревни) свидетельствуют о заселении этих мест с давних времён. Впервые Озераны упоминаются в 1556 году как село Киево-Печерского монастыря (в его владении также в 1593 году) крестьяне которого производили захваты меда в Конопницкой земле Тихинского имения дворян Ивана и Измаила Алексеевичей Зенковичей. В 1584 году упоминается в связи с «набегами» жителей на соседнюю деревню Фалевичи Тихинского имения земян Василия и Юрия Зенковичей-Тихинских, ограбили тамошних крестьян, ободрали пчел на Коноплицком острове и нарушили давнюю границу по речке Ржавке.  В 1773 году построен монастырь каноников латеранских (существовал до 1844 года, не сохранился, так как был разобран местными жителями уже к 1880 годам), которому были переданы в ведение земли, ранее принадлежавшие Быховскогому монастырю каноников латеранских, но оставшиеся в Речи Посполитой по итогам I раздела этой страны. Озеранское имение включало следующие населенные пункты: село Озераны, деревни Крушиновка, Подселы, Ректа, фольварки Озераны, Крушиновка и Феликсполье. В 1791 году при католическом монастыре открыта 1-ноклассная школа, в которой учились как дети шляхты, так и крестьянские дети (большинство — на попечении монастыря). Костел Святого Антония, также построенный при монастыре, был закрыт в 1867 году. Приход костела охватывал обширные территории на правом берегу Друти от дер. Коровчино Быховского района на севере до дер. Бронное Рогачёвского района.
После 2-го раздела Речи Посполитой в 1793 году — в составе Российской империи. В 1836—1837 годах построено новое школьное здание. В 1842 году Озеранское имение — вследствие упразднения Озеранского монастыря — было передано в казну. В 1849 году 22 незанятых участка. Хозяин одноимённого поместья в 1874 году владел здесь 233 десятинами земли. В 1881 году в Тихиничской волости Рогачёвского уезда Могилёвской губернии. Действовала церковь (дереянное здание), хлебозапасный магазин. Согласно переписи 1897 года действовали приходское училище, хлебозапасный магазин, 2 магазина, питейный дом, винный магазин, рядом были фольварк и ферма. В 1910 году открыто кредитное товарищество, в 1911 году библиотека при школе, в 1912 году потребительское товарищество.
С 20 августа 1924 года центр Озеранского сельсовета Рогачёвского района Бобруйского округа (до 26 июля 1930 года), с 20 февраля 1938 года Гомельской области. В 1930 году организован колхоз «Друть», работали паровая мельница и кузница.
Во время Великой Отечественной войны действовала подпольная группа (руководитель А. К. Мальцев). Организатором и руководителем молодёжной подпольной группы (действовала с ноября 1941 года по сентябрь 1942 года) был В. А. Гавриленко, затем В. А. Янова. В 1942 году оккупанты сожгли 282 двора, убили 62 жителей. В 1944 году каратели повторно сожгли деревню и убили 115 жителей. В бою за деревню 24 июня 1944 года отличились старший сержант отделения автоматчиков Н. М. Хрыков и старшина В. С. Гришко (обеим присвоено звание Герой Советского Союза). Около деревни погибли 876 советских солдат, в их числе Герой Советского Союза А. П. Кулясов (похоронены в братской могиле в центре деревни). На фронтах и в партизанской борьбе погибли 284 земляка, память о них увековечивает скульптура солдата, установленная в 1966 году в сквере. Освобождена 24 июня 1944 года.
Согласно переписи 1959 года центр колхоза имени Н. К. Крупской. Расположены лесничество, средняя школа, клуб, библиотека, амбулатория, аптека, детские ясли-сад, ветеринарный пункт, отделение связи, магазин, хлебопекарня, музей боевой и работ. славы (в школе).
В 2011 году деревня Озераны преобразована в агрогородок.

## Население
- 1849 год — 64 двора.
- 1881 год — 107 дворов, 795 жителей.
- 1897 год — 158 дворов; в фольварке 3 двора, 22 жителя (согласно переписи).
- 1909 год — 167 дворов 1141 житель.
- 1924 год — 225 дворов.
- 1940 год — 330 дворов 1810 жителей.
- 1959 год — 1139 жителей (согласно переписи).
- 2004 год — 219 хозяйств, 517 жителей.